# Vollholzigkeit

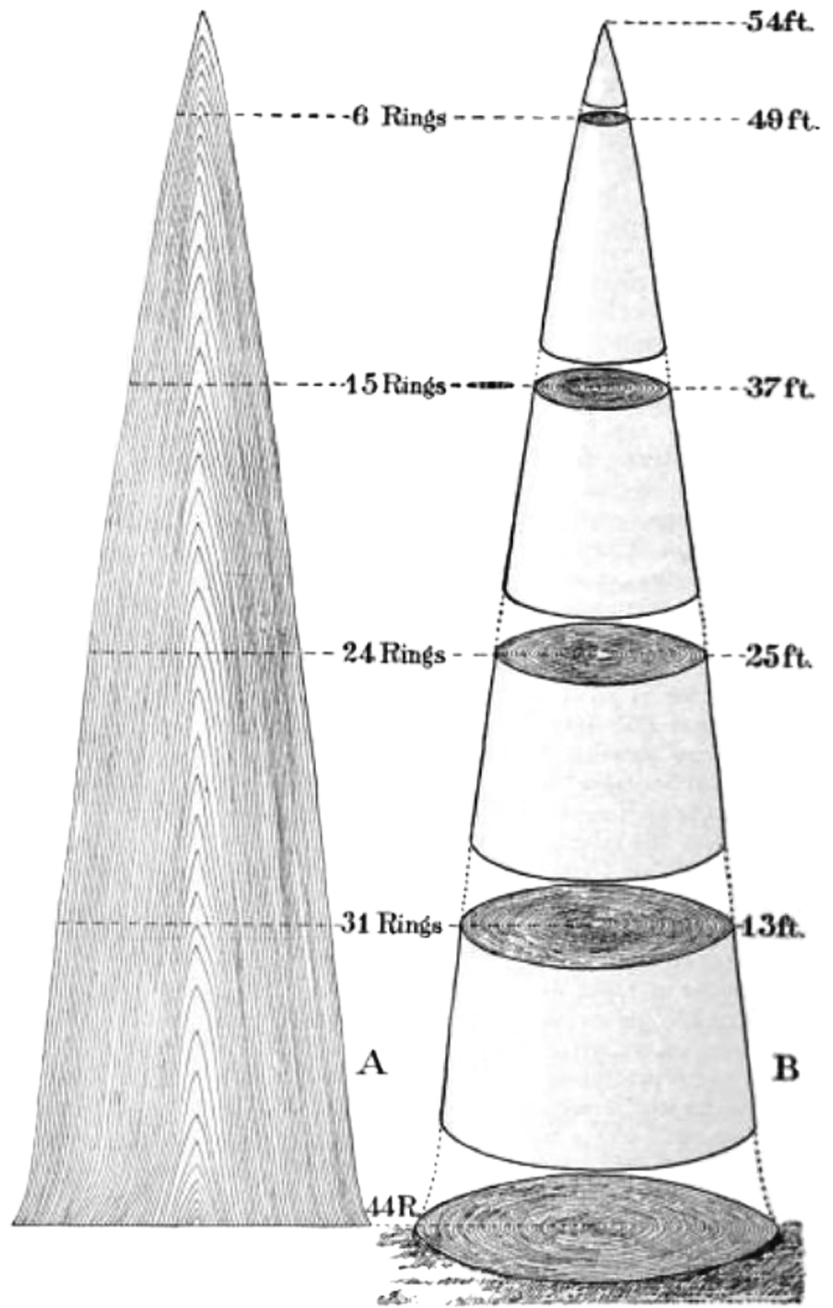
Schaftform eines Baumstamms

Der in der Forstwirtschaft gebräuchliche Begriff vollholzig beschreibt die Form eines Baumstamms. Bäume werden nach oben hin dünner und aus Stammholz werden Bretter gesägt. Je stärker der Durchmesser eines Baumstamms mit dessen Länge abnimmt, desto weniger lange und gerade Bretter lassen sich daraus sägen. Aus Sicht der Holzverarbeitung sind daher annähernd zylinderförmige Stämme gewünscht. Vollholzigkeit ist somit ein Qualitätsmerkmal von Rohholz.

## Definition
Baumstämme werden als vollholzig bezeichnet, wenn die Durchmesserabnahme weniger als 1 cm pro laufendem Meter beträgt. Stämme mit stärkerer Durchmesserabnahme werden als abholzig bezeichnet.

## Schaftform von Baumstämmen
Der Zuwachs von Bäumen erfolgt in Jahresringen, welche sich im Querschnitt annähernd kreisförmig zeigen. Dreidimensional ähneln die Jahresringe ineinander geschachtelten Kegelstümpfen. In der Natur ist die Durchmesserabnahme jedoch nicht linear. Baumstämme sind also keine Kegel, die tatsächliche Form ähnelt eher einem kubischen Paraboloid. Um die Schaftform zu beschreiben, werden in der Wissenschaft Ausbauchungsreihen oder Splines verwendet. Beim stehenden Baum wird, wegen der einfachen Messbarkeit, der Brusthöhendurchmesser in 130 cm Höhe erfasst. Historisch wurden Tabellen von Schaftformzahlen entwickelt, die damit eine näherungsweise Volumenermittlung ermöglichen. Bei der Vermessung liegenden Stammholzes finden in der klassischen Holzsortierung der Mittendurchmesser und gegebenenfalls auch der Zopfdurchmesser Anwendung. Gemessen wird in der Mitte und am oberen, dünnen Ende des Stamms. Eine genaue Erfassung erfolgt bei der Werksvermessung elektronisch im Sägewerk.

## Zusammenhang von Bestandsdichte, Schaftform und Stabilität
Vollholzige Schaftformen finden sich bei Bäumen, die eng zusammen mit anderen Bäumen im Wald gewachsen sind. Diese Bäume bekommen seitlich nur wenig Licht und streben daher im Wachstum schnell nach oben. Besonders bei Nadelhölzern wie Tanne und Fichte werden so vollholzige Stämme erzeugt, wobei auch die Dicke der Jahresringe nach oben hin zunehmen kann. In dicht geschlossenen Beständen entstehen schlanke Schaftformen, also hohe Bäume mit geringem Durchmesser. Diese sind instabil gegenüber Sturm- und Schneebelastung. Freistehende Bäume, welche von allen Seiten Licht bekommen, haben dahingegen ein günstigeres Verhältnis von Höhe zu Durchmesser und abholzige Schaftformen. Durch Erhaltung natürlicher Bestandsstrukturen kann die Stabilität erheblich verbessert werden. Durch Reduzierung der Anzahl der Bäume pro Fläche im Rahmen der Durchforstungen werden angemessene Lichtverhältnisse für den Einzelbaum geschaffen. Damit wird auch Abholzigkeit zugunsten der Bestandesstabilität gefördert.